# Du grisbi pour Hong Kong
Pour les articles homonymes, voir Grisbi (homonymie).
Pour plus de détails, voir Fiche technique et Distribution.
Du grisbi pour Hong Kong (Ein Sarg aus Hongkong) est un film allemand réalisé par Manfred R. Köhler, sorti en 1964. Il a été tourné à Hong Kong.
Il s’agit d’une adaptation du roman L'Héroïne de Hong-Kong de James Hadley Chase.

## Histoire
Le cadavre d’une Chinoise, arrivée récemment à Londres avec le cercueil de son mari britannique mort récemment, ayant été retrouvé dans son appartement, le détective privé Nelson Ryan se rend à Hong Kong afin d’enquêter sur place.

## Fiche technique
- Titre : Du grisbi pour Hongkong
- Titre original : Ein Sarg aus Hongkong
- Réalisation : Manfred R. Köhler
- Scénario : Manfred R. Köhler d'après le roman L'Héroïne d'Hong-Kong de James Hadley Chase
- Musique : Karl Barthel et Fred Strittmatter
- Photographie : Klaus von Rautenfeld
- Montage : Walter Boos et Anni Lautenbacher
- Production : Erwin C. Dietrich et Wolf C. Hartwig
- Société de production : Urania-Filmproduktion, Rapid Film et Les Films Jacques Leitienne
- Pays d'origine :  Allemagne de l'Ouest -  France
- Langue originale : allemand, mandarin
- Format : Couleur
- Durée : 93 minutes
- Dates de sortie :
  - 21 août 1964 en Allemagne de l'Ouest
  - 3 février 1965 en France
- Affiche : Constantin Belinsky (France)

## Distribution
- Heinz Drache : Nelson Ryan
- Elga Andersen : Stella
- Ralf Wolter : Bob Tooly
- Sabina Sesselmann : Janet West
- Suzy May Wong (Angela Yu Chien) : Lee Lai
- Pierre Richard (homonyme à ne pas confondre avec l'acteur né en 1934) : Henry Gilbert